# Arsèguel
Arsèguel és un municipi de la comarca de l'Alt Urgell. El nucli tenia 59 i el barri del el Pont d'Arsèguel 33 habitants.
Anomenat també tradicionalment Arseguell, la seva etimologia és incerta. Està documentat a partir del segle ix com Arcegal o Arceguell. Podria derivar d'una arrel d'arç, «terra d'arbustos», o d'un sufix -cale, «castell».

## Geografia

Entitats de població d'Arsèguel

El municipi d'Arsèguel és situat al nord-est de la comarca de l'Alt Urgell, majoritàriament a la vora esquerra del riu Segre, a la vall baixa del riu d'Arsèguel, que es forma a la serra del Cadí, situada a l'est del terme.
Força accidentat, el terme municipal confronta al nord i a l'est amb el terme del Pont de Bar, al nord-oest amb el d'Anserall i a l'oest amb Alàs i Cerc.
Hom accedeix al poble d’Arsèguel, cap de municipi, per una carretera local que parteix de la N-260, vora el Pont d'Arsèguel. Aquesta carretera remunta el curs del riu d'Arsèguel i arriba fins als nuclis de Cava i Ansovell, ja al terme veí de Cava.

## Història
El nom d’Arsèguel, que apareix mencionat en l’acta de consagració de la catedral d'Urgell, és d’origen preromà.
Dins el comtat de Cerdanya en origen, la vila d’Arsèguel s'integrà al segle xiv al d'Urgell. És citada el 996 i anteriorment és mencionada la serra d’Arsèguel (964). Al segle xi hi tenia un alou la mitra d'Urgell. El 1365 el lloc pertanyia a la família Cadell, de la qual era castlà Berenguer d’Oms i de Mura, que fou també conseller de Pere III. A la fi del segle xvi el castell d'Arsèguel tingué un paper destacat en les lluites entre nyerros i cadells; cau de bandolers, resistí diversos atacs de les forces reials, que foren especialment durs el 1588. El 1592 el lloctinent de Catalunya féu assetjar el castell: hi acudiren homes armats de la vila de Berga, a les ordres de Joan de Queralt, i de la Pobla, Gósol, Saldes i Bagà, comandats per mossèn Llorenç; finalment el castell es reté i fou destruït. Defensava el castell Joan de Cadell i Solanell i, malgrat la derrota, el lloc d'Arsèguel continuà en mans dels Cadell fins molt a la primeria del segle xviii, en què la senyoria passà a altres mans (la jurisdicció, ja de força anys abans, pertanyia al rei).

## Política i govern

### Composició de la Corporació Municipal
| Candidatura                     | Candidatura | 1979 | 1983 | 1987 | 1991 | 1995 | 1999 | 2003 | 2007 | 2011 | 2015 | 2019 |
|                                 | CiU/JUNTS   | 4    | 4    | 1    | 0    | 4    | 4    | 1    | 0    | 1    | 0    | 1    |
|                                 | PSC-PM-CP   |      | 1    |      |      |      | 0    |      |      | 0    | 0    | 0    |
|                                 | ERC-AM      |      |      |      |      | 1    | 1    | 4    | 5    | 4    | 3    | 2    |
|                                 | PdP         |      |      |      | 1    |      |      |      |      |      |      |      |
|                                 | CC-UCD      | 1    |      |      |      |      |      |      |      |      |      |      |
| Total                           | Total       | 5    | 5    | 1    | 1    | 5    | 5    | 5    | 5    | 5    | 3    | 3    |
| Fonts: Generalitat de Catalunya |             |      |      |      |      |      |      |      |      |      |      |      |

### Cronologia de l'alcaldia
| Període      | Nom de l'alcalde/-essa        | Partit polític | Data de possessió |
| ------------ | ----------------------------- | -------------- | ----------------- |
| 1979 - 1983  | Bartomeu Barral i Miró        | CiU            | 19/04/1979        |
| 1983 - 1987  | Francesc Tor i Gispert        | CiU            | 23/05/1983        |
| 1987 - 1991  | Maria del Carme Bonet i Serra | CiU            | 05/07/1987        |
| 1991 - 1995  | Josep Porta i Porta           | PdP            | 15/06/1991        |
| 1995 - 1999  | Josep Porta i Porta           | CiU            | 17/06/1995        |
| 1999 - 2003  | Josep Porta i Porta           | CiU            | 03/07/1999        |
| 2003 - 2007  | Antoni Casanovas i Alís       | ERC-AM         | 14/06/2003        |
| 2007 - 2011  | Antoni Casanovas i Alís       | ERC-AM         | 16/06/2007        |
| 2011 - 2015  | Antoni Casanovas i Alís       | ERC-AM         | 11/06/2011        |
| 2015 - 2019  | Antoni Casanovas i Alís       | ERC-AM         | 06/13/2015        |
| 2019 - 2023  | Antoni Casanovas i Alís       | ERC-AM         | 15/06/2019        |
| Des del 2023 | n/d                           | n/d            | 17/06/2023        |

- FONT:[5]

## Demografia
| 1497 f | 1515 f | 1553 f | 1717 | 1787 | 1857 | 1877 | 1887 | 1900 | 1910 |
| ------ | ------ | ------ | ---- | ---- | ---- | ---- | ---- | ---- | ---- |
| 27     | 22     | 17     | 110  | 180  | 439  | 367  | 328  | 284  | 264  |

| 1920 | 1930 | 1940 | 1950 | 1960 | 1970 | 1981 | 1990 | 1992 | 1994 |
| ---- | ---- | ---- | ---- | ---- | ---- | ---- | ---- | ---- | ---- |
| 264  | 248  | 181  | 159  | 136  | 118  | 81   | 95   | 103  | 103  |

| 1996 | 1998 | 2000 | 2002 | 2004 | 2006 | 2008 | 2010 | 2012 | 2014 |
| ---- | ---- | ---- | ---- | ---- | ---- | ---- | ---- | ---- | ---- |
| 101  | 104  | 108  | 103  | 89   | 100  | 93   | 103  | 91   | 81   |

| 2016 | 2018 | 2020 | 2022 | 2024 | 2026 | 2028 | 2030 | 2032 | 2034 |
| ---- | ---- | ---- | ---- | ---- | ---- | ---- | ---- | ---- | ---- |
| 83   | 85   | 81   | 80   | 78   | -    | -    | -    | -    | -    |

## Llocs d'interès

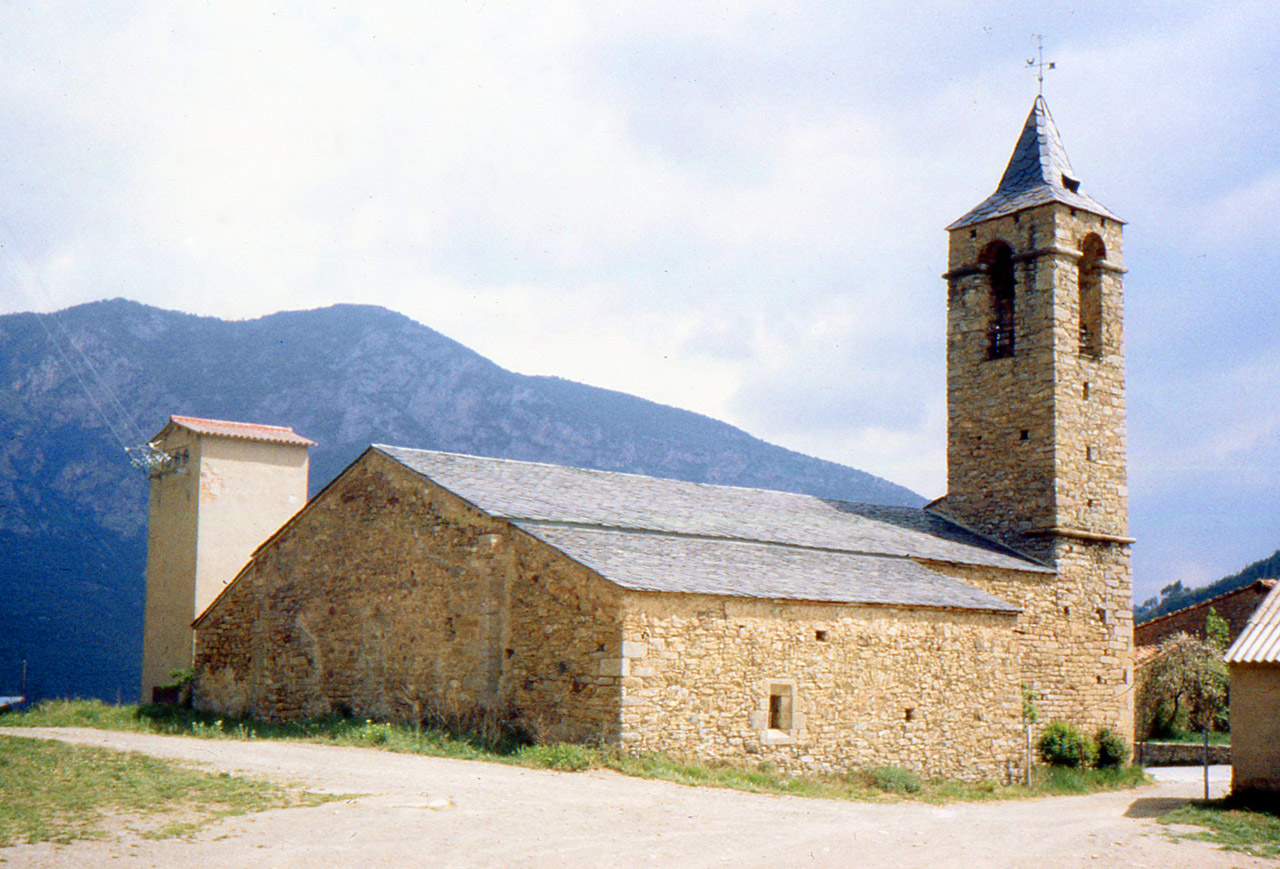
Santa Coloma d'Arsèguel

- Castell d'Arsèguel: Propietat de la família Cadell, va ser enderrocat l'any 1592 després d'un setge reial, però hi ha diversos elements al municipi que possiblement pertanyen al castell: una mitja torre adossada a una casa, un gran arc de mig punt que forma part d'un mur d'una casa a la plaça de l'ajuntament, i alguns elements prop de l'església parroquial com una cara esculpida a la façana de l'església.
- Església de Santa Coloma: Església molt modificada. D'una sola nau amb capelles afegides a l'estructura original. L'absis ha desaparegut. La porta actual es troba a la façana W.i consta de tres arquivoltes molt simples. Els capitells són esquemàtics. Els angles d'aquesta façana hi ha dues cares de forma circular, molt rústegues. La torre campanar és d'època un xic tardana. La porta està guarnida amb ferramenta en espiral.[6]

- Mare de Déu del Carme: Petit edifici religiós dedicat a capella, sense gaire valor artístic, però de devoció arrelada per ser la patrona dels traginers de sal. Consta d'una nau rectangular coberta amb fusta i exteriorment a dues vessants amb lloses de pissarra.[7]

- Museu de l'Acordió: Creat pel músic i estudiós de la cultura popular Artur Blasco el museu està ubicat a la planta baixa i soterrani d'una casa de la població.[8] A les seves vitrines s'explica la història de l'acordió i es recull una de les col·leccions més interessants del món amb instruments de diversos països d'Europa i sud-amèrica, el més antic dels quals data del 1840. El museu recupera també la memòria dels acordionistes del Pirineu, a partir dels quals s'ha revifat la tradició i l'interès per aquest instrument.[9][10] La creació d'aquest museu i la relació del seu impulsor amb la petita població ha generat la Trobada Internacional d'Acordionistes del Pirineu, que se celebra anualment a Arsèguel a final de juliol.[11]

## Cultura i festes
- Anualment se celebra la trobada d'Acordionistes del Pirineu, a l'últim dissabte de juliol des de 1976
- Museu de l'Acordió Arxivat 2014-02-23 a Wayback Machine.[12]
- Fàbrica de llanes d'Arsèguel[13]
- 1r cap de setmana d'agost - Festa Major